# Václav Hanka

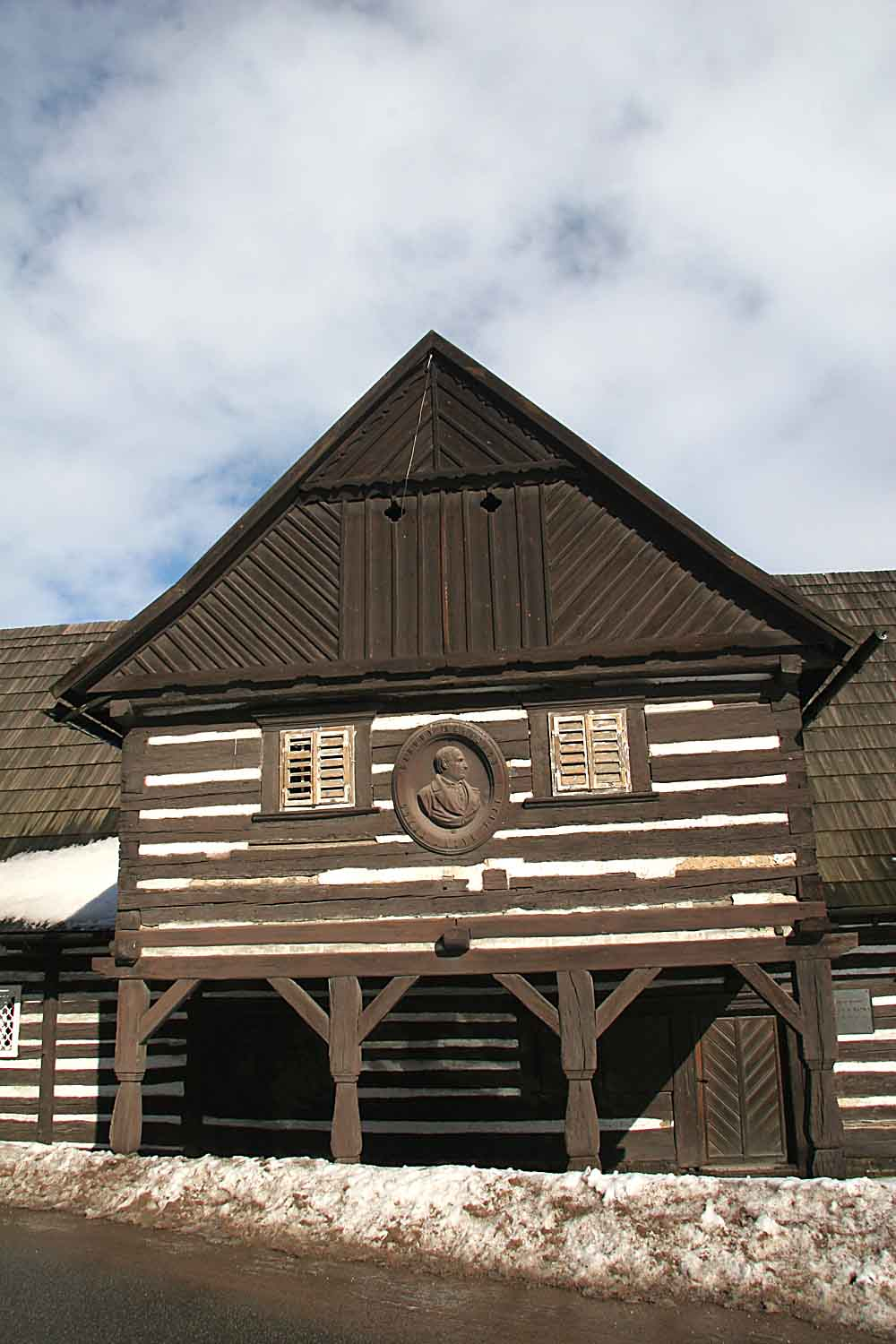
La maison natale de Václav Hanka

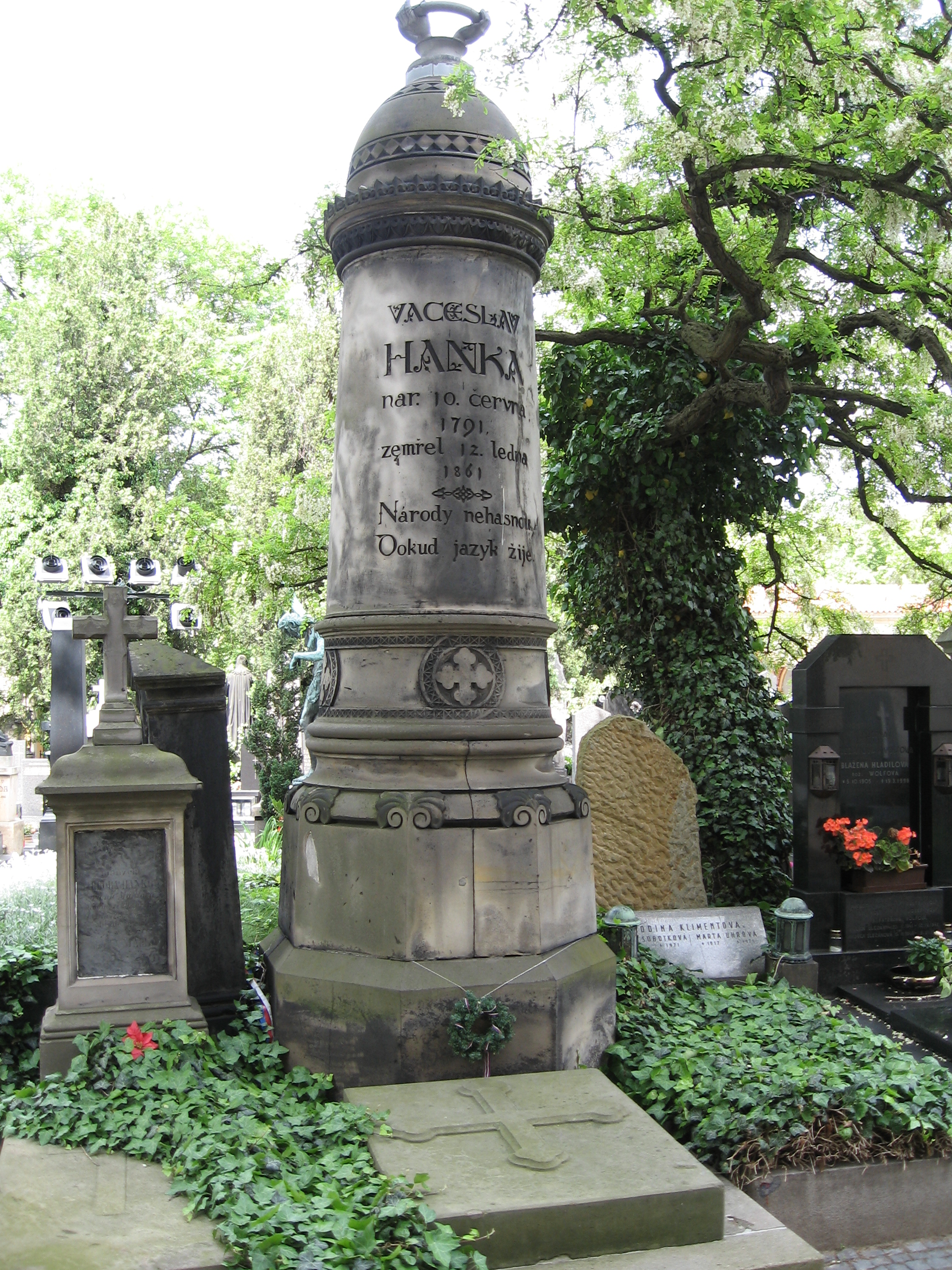
Tombe de Václav Hanka au cimetière de Vyšehrad.

Václav Hanka, (en tchèque : Váceslav Hanka), né le 10 juin 1791 à Hořiněves dans le district de Hradec Králové et mort le 12 janvier 1861 à Prague, est un écrivain, poète, linguiste, philologue, slaviste, professeur d'université et bibliothécaire tchèque.

## Biographie
Après avoir obtenu son diplôme d'études secondaires à Hradec Králové en 1809, Václav Hanka part étudier la philosophie à l'université de Prague. Entre 1813 et 1814, il a étudié le droit à Vienne en Autriche. Il étudia également la philologie avec comme professeur le linguiste et grammairien Josef Dobrovský.
En 1819, Václav Hanka a travaillé au Musée patriotique (maintenant Musée national de Prague). En 1822, il devint le bibliothécaire du musée.
En 1830, il reçut une offre de la Russie pour créer une bibliothèque slave à Saint-Pétersbourg  avec deux autres linguistes et philologues slavistes, Pavel Jozef Šafárik et František Ladislav Čelakovský. 
De retour à Prague, il s'est concentré sur la réforme orthographique de la langue tchèque, malgré l'opposition de František Palacký.
À partir de 1849 Václav Hanka devint maître de conférences et formateur de nombreux professeurs de langues slaves à l'université de Prague.
Václav Hanka est connu par sa découverte de manuscrits anciens écrits en vieux slave, notamment le manuscrit de Dvůr Kralové vers 1817/1818. Selon lui, ces textes témoignent de la présence de la langue tchèque au Moyen Âge. L'authenticité des manuscrits demeura au cours du XXe siècle un sujet de discussion et de polémique.
Václav Hanka meurt le 12 janvier 1861 à Prague. Il est enterré au cimetière de Vyšehrad.

## Œuvres
- Hankovy písně (1815), recueil de poèmes.
- Starobylá skládání (1817–1826), collection d'anciennes poésies de Bohême en cinq volumes.
- Histoire des peuples slaves (1818).
- Grammaire bohémienne (1822), en collaboration avec Josef Dobrovský.
- Grammaire polonaise (1839), en collaboration avec Josef Dobrovský.
- Igor (1821), ancien texte épique russe traduit en tchèque.
- Un extrait du Manuscrit de Reims écrit en alphabet glagolitique (1846).
- L'ancienne Chronique de Dalimil (1848).
- Histoire de Charles IV, par Procop Luph (1848).
- Évangéliaire d'Ostromir (1853).